# Hongyuan
För andra betydelser, se Hongyuan (olika betydelser).
Hongyuan är ett härad i Ngawa, en autonom prefektur för tibetaner och qiang-folket i Sichuan-provinsen i sydvästra Kina. Det ligger omkring 270 kilometer nordväst om provinshuvudstaden Chengdu. 